# 王操
王操（?—?），字正美，江南人。
南唐事迹不詳。入宋後，上《南郊頌》，授太子洗馬。曾奉使隴右，至石濠驛，作《黃葵詩》：“昔年南國看黃葵，雲鬢金釵向後垂。”。官至殿中丞。王操能詩，今存《訥齋小集》一卷。事蹟可見於《詩話總龜》前集卷一一（引《雅言繫述》）。